# Hutton Buscel
Hutton Buscel is een civil parish in het bestuurlijke gebied Scarborough, in het Engelse graafschap North Yorkshire met 320 inwoners.

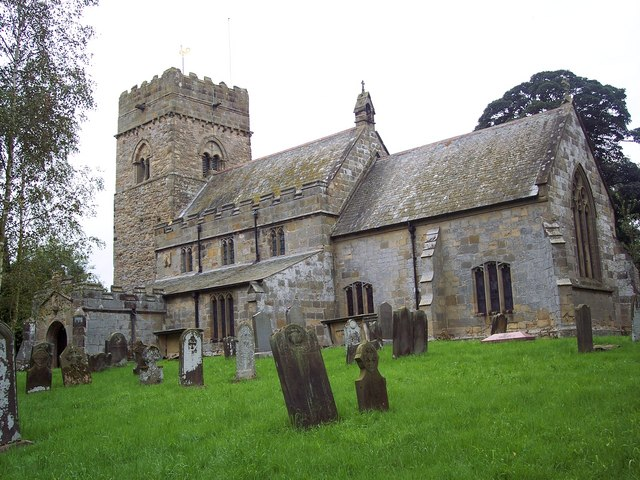
Kerk van St Matthew